# Helicodontium fabroniopsis
Helicodontium fabroniopsis là một loài Rêu trong họ Myriniaceae. Loài này được Müll. Hal. mô tả khoa học đầu tiên năm 1898.